# Oxyteleia albipes
Oxyteleia albipes är en stekelart som först beskrevs av Jean-Jacques Kieffer 1914.  Oxyteleia albipes ingår i släktet Oxyteleia och familjen Scelionidae. Inga underarter finns listade i Catalogue of Life.